# Il quinto principio
Il quinto principio è un romanzo di fantascienza di Vittorio Catani. Iniziato nel 2000, è stato pubblicato nel 2009 come supplemento n.39 della collana Urania.
Il romanzo ha vinto il Premio Italia, assegnato durante la 36ª Italcon (Fiuggi, 15-18 aprile 2010) al miglior romanzo di fantascienza italiano pubblicato nell'anno precedente.

## Trama
Anno 2043. Alle storie parallele raccontate nel libro, fa da sottofondo la comparsa sulla Terra dei cosiddetti Eventi Eccezionali (EE), catastrofi che violano le leggi fisiche note ma che sembrerebbero accordarsi con un ipotizzato Quinto principio della termodinamica: sprofondamenti di vastissime aree di territorio, improvvisa diminuzione o assenza di gravità in zone circoscritte, comparsa di oggetti in grado di creare il vuoto assoluto teorico, e altro.
Attraverso le vicende intrecciate di vari personaggi, si delineano scenario ed eventi: un'asta occulta per la privatizzazione dell'Antartide allo scopo di fronteggiare la crisi idrica planetaria, un capitalismo a doppio binario basato su un'economia di indebitamento prossima al collasso totale, un divario ricchi-poveri ingigantito, la scomparsa di fatto della democrazia, il ritorno della schiavitù legalizzata, un sistema di telecomunicazione individuale simile a un'Internet o ad una telefonia cellulare psichica (che maschera il controllo delle menti da parte del Potere), città sotterranee per i meno abbienti (come Uny, ovvero Underground New York), corruzione sistematica, potenti fusioni mentali collettive dette gestalt, la creazione di enclaves di ultra-ricchi blindate e superdifese, l'Abolizione Scolastica, la privatizzazione e secretazione della ricerca scientifica e la cancellazione di quella pubblica.
Nel finale, alcuni personaggi scelgono di rifugiarsi nel Mondo B (una sorta di universo parallelo dove ci si può trasferire in forma di energia pura), altri organizzano un attentato al governo occulto mondiale. Gran parte della popolazione viene distrutta dagli Eventi Eccezionali.
La Storia ripartirà, ma con i germi del vecchio egoismo ancora intatti e pronti anch'essi a ricominciare.

## Edizioni
- Vittorio Catani, Il quinto principio, Urania supplemento n° 39, Mondadori, 2009,  p. 539.